# Награда за најбољи трилер роман
Награда за најбољи трилер роман је регионална награда коју од 2025. године додељује Удружење писаца трилера - UPiT. Право на учешће на конкурсу имају трилер романи објављени током претходне две године године у Србији, Хрватској, Црној Гори и Босни и Херцеговини. Победнике конкурса бира трочлани жири, а додељују се три награде – Златни, Сребрни и Бронзани трилер. Лауреати добијају статуе у облику пера за писање, које су израдили уметници Верољуб Наумовић и Бранислав Црвенковић.
Победницима првог конкурса награда је додељена на првом Београдском Трилер Фесту (Belgrade Thrillerfest), првом међународном фестивалу трилера у Србији и региону. Награде је добитницима првог конкурса уручио норвешки писац Ју Несбе, један од најпознатијих светских писаца трилера.

## Први конкурс
На првом конкурсу учествовали су трилер романи објављени током 2023. и 2024. године у Србији, Хрватској, Црној Гори и Босни и Херцеговини. На конкурс је приспело 37 романа, а у најужи круг избора за најбољи регионални трилер роман ушло је 6 наслова:
- Сташа Бајац – Рука у ватри (Геопоетика, 2023)
- Ђорђе Бајић – Умри, љубави! (Лагуна, 2023)
- Соња Ћирић – Да ли и код тебе пљушти? (Лагуна, 2023)
- Ања Мијовић – Отпадници, случај трећи (Чаробна књига, 2023)
- Ото Олтвањи – Поље медуза (Лагуна, 2023)
- Јурицa Павичић – Жигице (Стилус књига, 2024)

О победницима је одлучивао жири, ког су чинили Јасмина Марковић Каровић, главна и одговорна уредница издавачке куће Urban Reads, Деан Дуда, редовни професор на Катедри за теорију књижевности и културе Филозофског факултета Свеучилишта у Загребу и Срдан Голубовић, редитељ, сценариста и редовни професор на Факултету драмских уметности Универзитета уметности у Београду. Добитницима је награде – Златни, Сребрни и Бронзани трилер, доделио норвешки писац Ју Несбе, један од најпознатијих светских писаца трилера.

## Добитници награда
| Година | Златни трилер                    | Сребрни трилер                               | Бронзани трилер                    |
| ------ | -------------------------------- | -------------------------------------------- | ---------------------------------- |
| 2025.  | Ото Олтвањи за роман Поље медуза | Соња Ћирић за роман Да ли и код тебе пљушти? | Ђорђе Бајић за роман Умри, љубави! |